# Бабочки свободны
«Бабочки свободны» (англ. Butterflies Are Free) — американский комедийно-драматический фильм 1972 года режиссёра Милтона Кацеласа, поставленный по одноимённой пьесе Леонарда Герше 1969 года. Главные роли исполнили Голди Хоун и Эдвард Альберт. Айлин Хекарт получила премию «Оскар» за лучшую женскую роль второго плана.

## Сюжет
Действие фильма происходит начале 1970-х годов в Сан-Франциско. Слепой Дон Бейкер всю жизнь прожил с матерью, но решил переехать в отдельную квартиру и начать самостоятельную жизнь. Они договорились, что мать не будет навещать его по крайней мере два месяца. Когда Дон был маленьким, миссис Бейкер написала серию популярных детских книг о маленьком Донни Дарке, слепом мальчике, совершающем героические поступки.
Прошёл месяц. В это время начинающая актриса Джилл Таннер переезжает в соседнюю квартиру. Она подслушивает, как Дон разговаривает с матерью по телефону, и включает радио. Когда Дон просит её приглушить звук, она приглашает себя к нему на чашку кофе, в результате завязывается дружеская беседа. Джилл не понимает, что Дон слеп, пока не видит, как он стряхивает пепел на стол, а не в пепельницу. Джилл никогда раньше не встречала слепых, поэтому она задает всевозможные вопросы о том, как Дон справляется с повседневными делами. Тогда же она говорит ему свою любимую цитату: «Бабочки свободны. Неужели у человечества хватит духу отказать Гарольду Скимполу в том, что оно предоставляет бабочкам.»
Заметив, что Дон одет в старомодные вещи, Джилл тот же день ведет его в магазин одежды «Спаржа», где покупает ему модную рубашку и французскую кепи. Вернувшись домой, Дон сочиняет песню и начинает петь «Бабочки свободны» на своей гитаре. Вечером молодые люди уединяются.
На следующее утро неожиданно приезжает миссис Бейкер, застав парочку в квартире едва одетыми. Миссис Бейкер сразу замечает, что Дон начинает испытывать чувства к Джилл. Боясь, что та разобьет сердце Дона, его мать приглашает Джилл на ланч и пытается отговорить её от связи с Доном. Джилл испытывает сильные чувства к Дону и говорит миссис Бейкер, что если есть кто-то, кто должен уйти из жизни Дона, то это она.
Тем не менее, Джилл решает последовать совету миссис Бейкер и, опоздав на ужин в квартире Дона, приводит в дом Ральфа, режиссёром пьесы, на которую она пробовалась. Джилл нерешительно объявляет, что переезжает к Ральфу, изо всех сил пытаясь убедить Дона и себя, что это лучшая идея.
Когда Джилл идёт собирать свои вещи, убитый горем Дон спрашивает свою мать, может ли он вернуться домой. Она отговаривает его от этого, указывая, что её книжки о Донни были её способом помочь молодому Дону встретиться лицом к лицу со своими страхами, и она, к сожалению, должна сделать то же самое сейчас. Позже состоится разговор, в котором Джилл и Дон ссорятся из-за того, что последняя решила съехать, и Дон говорит ей, что это она «калека». Она уходит, но возвращается к Дону, и они примиряются.

## В ролях
- Голди Хоун — Джилл
- Эдвард Альберт — Дон
- Айлин Хекарт — миссис Бейкер
- Майкл Глейзер — Ральф
- Майкл Уоррен[англ.] — Рой
- Дебрали Скотт — девушка в начальных титрах (в титрах не указана)

## Награды и номинации
| Награда                        | Категория                                | Номинант                                 | Результат |
| ------------------------------ | ---------------------------------------- | ---------------------------------------- | --------- |
| «Оскар»                        | Лучшая женскую роль второго плана        | Айлин Хекарт                             | Победа    |
| «Оскар»                        | Лучшая операторская работа               | Чарльз Лэнг                              | Номинация |
| «Оскар»                        | Лучший звук                              | Чарльз Т. Найт и Артур Пиантадози        | Номинация |
| «Золотой глобус»               | Лучший фильм — комедия или мюзикл        | «Бабочки свободны»                       | Номинация |
| «Золотой глобус»               | Лучшая мужская роль — комедия или мюзикл | Эдвард Альберт                           | Номинация |
| «Золотой глобус»               | Лучшая женская роль — комедия или мюзикл | Голди Хоун                               | Номинация |
| «Золотой глобус»               | Лучшая песня                             | «Carry Me» — Боб Алсивар и Рэнди Макнилл | Номинация |
| «Золотой глобус»               | Лучший дебют актёра                      | Эдвард Альберт                           | Победа    |
| Премия Гильдии сценаристов США | Лучший адаптированный сценарий           | Леонард Герш                             | Номинация |

### на английском языке
- Yankee, Luke (2006). Just Outside the Spotlight: Growing Up with Eileen Heckart. Back Stage Books, 314 pages. ISBN 978-0-8230-7888-2